# Proopiomelanocortina
La pro-opiomelanocortina (POMC) è un proormone che con opportuni tagli (effettuati tramite proconvertasi) di modificazione e maturazione proteolitica origina vari tipi di ormoni peptidici quali ACTH (corticotropina), β-lipotropina, γ-lipotropina, α-MSH, β-MSH e β-endorfina. Il suo processamento avviene nella ghiandola pituitaria (ipofisi): più precisamente nel lobo anteriore maturano ACTH e β-lipotropina e nel lobo intermedio vengono sviluppati gli altri ormoni nominati in precedenza.

## Processo di taglio della proproteina
Questo grande peptide prende origine nel reticolo endoplasmatico rugoso (sede principale della sintesi di proteine cellulari). Successivamente è inviato al Golgi per essere modificato ed espulso mediante un meccanismo di secrezione regolata da ligando extracellulare per mezzo di vescicole esocitiche: proprio all'interno di queste ultime avviene il taglio proteolitico (attuato da speciali peptidasi attivate dal pH in acidificazione). Questo taglio proteolitico è specifico per alcune zone dell'ipofisi: ad es. nell'adenoipofisi il taglio del proormone POMC avviene in modo da creare l'ACTH, mentre in altre regioni il taglio avviene in altri modi, generando altri ormoni. La ragione per queste differenze del cosiddetto post-transitional processing sono probabilmente la presenza di differenti enzimi nelle differenti vescicole contenenti il POMC.

## Importanza della maturazione proteolitica della pro-opiomelanocortina
La maturazione proteolitica della pro-opiomelanocortina (e di tutti i pro-ormoni in generale) è un processo essenziale in quanto consente di attivare gli ormoni "epigoni" nelle apposite zone di azione: se ciò non avvenisse e vi fosse una maturazione anticipata allora sorgerebbero condizioni patologiche, in quanto gli ormoni secreti prematuramente agirebbero sulla cellula che li ha prodotti con conseguenze nefaste per la cellula stessa (basti pensare agli ormoni "epigoni": sono neuro- e adeno-stimolanti e se fossero rilasciati nella cellula indurrebbero cascate di reazioni chimiche non previste, senza controllo e con successiva morte cellulare).